# Spermophilus erythrogenys
Spermophilus erythrogenys is een zoogdier uit de familie van de eekhoorns (Sciuridae). De wetenschappelijke naam van de soort werd voor het eerst geldig gepubliceerd door Brandt in 1841.